# Kortnäbbad lövkastare
Kortnäbbad lövkastare (Sclerurus rufigularis) är en fågel i familjen ugnsfåglar inom ordningen tättingar.

## Utbredning och systematik
Kortnäbbad lövkastare delas in i tre underarter:
- S. r. rufigularis – förekommer i södra Amazonområdet (Brasilien), nordöstra Peru och norra Bolivia
- S. r. fulvigularis – förekommer från sydöstra Colombia till södra Venezuela, Guyana och norra Brasilien
- S. r. brunnescens – förekommer i Amazonområdet (Brasilien, norr om Rio Solimões)

Vissa urskiljer även underarten furfurosus med utbredning i norra Brasilien norr om Amazonfloden.

### Familjetillhörighet
Lövkastarna placeras traditionellt i familjen ugnfåglar (Furnariidae), men urskiljs av vissa som en egen familj tillsammans med minerarna i Geositta efter DNA-studier.

## Status och hot
Arten har ett stort utbredningsområde, men tros minska i antal, dock inte tillräckligt kraftigt för att den ska betraktas som hotad. Internationella naturvårdsunionen IUCN listar arten som livskraftig (LC).